# Alstroemeria spectabilis
Alstroemeria spectabilis är en alströmeriaväxtart som beskrevs av Pierfelice Ravenna. Alstroemeria spectabilis ingår i släktet alströmerior, och familjen alströmeriaväxter. Inga underarter finns listade i Catalogue of Life.